# Ганса, Алекс
Алекс Ганса (англ. Alex Gansa) — сценарист и продюсер, наиболее известен как создатель, исполнительный продюсер и шоураннер сериала канала Showtime «Родина».
Он был продюсером и автором количества сценариев телесериала «Красавица и чудовище». Ранее он работал как сценарист и супервайзовый продюсер «Секретных материалов» в первых двух сезонах, и «Бухты Доусона» в третьем сезоне. После этого, он был вовлечён в кратковременный сериал «Волчье озеро», сериал, фокусирующемся на группе оборотней в Северо-западной Америке, в качестве исполнительного продюсера и сценариста. Ганса был также задействован в сериалах «4исла» и «Красавцы».
Совсем недавно, он присоединился к составу сценаристов сериала «24 часа» в седьмом сезоне. Ганса также является одним из сосоздателей и шоураннером «Родины», сериала 2011 года для Showtime.
В 2012 году, он получил премию «Эмми» за лучший сценарий драматического сериала за сценарий к эпизоду «Пилот» сериала «Родина», также выиграв «Эмми» за лучший драматический сериал.